# ドリズラー
ドリズラー（米: drizzler jacket）は、小雨・霧雨（drizzle）時にアウターに羽織る1940年代に登場した薄手のスポーツ用ジャケット名称。ハリントンジャケットの一種。オリジナルは米マックレガー(MacGregor)社製。主にゴルフ用ジャケットとして使用されたが、メーカーは釣りやスポーツ観戦など野外活動における多目的ジャケットを想定していた。
また、「DRIZZLER」（ドリズラー）は双日インフィニティ株式会社が1987年に商標を登録している。

## 逸話
- 日本ではジェームズ・ディーンが着た赤いジャケットとして知られているが、これは完全なる誤認[1][2]であった。映画『理由なき反抗』でジェームズ・ディーンが着用していたのは、同じマックレガー社の「ナイロン・アンチフリーズ」という商品で、裏地にフリースを貼ったナイロン製の防寒用スポーツ・ジャケットである。ドリズラーの特徴であるポケットまわりのアウター・ステッチがないことや、背中のレインショルダーがないなど、高画質DVDや写真集[3]から、映画に登場するジャケットがドリズラーではないことがわかっている。同映画に一応ドリズラーは登場している。プラネタリウムの建物で不良グループとディーンがからむシーンがあるが、その中の不良グループの一人が、ライト・ネイビーのドリズラーを着ている。
- 映画『クレージーだよ天下無敵』（1967年）に、高橋紀子が赤いマックレガーのドリズラーを着て登場している。
- TVシリーズ『逃亡者』で、主演のデビッド・ジャンセンがマックレガーのドリズラーを着用していたことから日本でも人気のアイテムとなった。
- 米TVシリーズ『ハッピーデイズ』（東京12チャンネルで放送）において、ヘンリー・ウィンクラー演じるフォンジーがマックレガー製ドリズラーを着用。リーゼントスタイルでハーレーに乗る生徒を演じ、50年代のティディ･ボーイスタイルを70年代に再び流行させた。革ジャンと襟を立てたベージュのドリズラーは、フォンジーのトレードマークになっていた。

## 生地
- オリジナル・マックレガー製品の生地は、レーヨンとコットンの混紡が一般的だが、時代によってその混紡率は変化している。また、ナイロンとコットンの混紡製品もリリースされていた。